# Szaszebói gyilkosság
A szaszebói gyilkosság (japán: 佐世保小6女児同級生殺害事件, Hepburn: Sasebo shōroku joji dōkyūsei satsugai jiken) elnevezés a 12 éves japán iskoláslány, Mitarai Szatomi (御手洗 怜美) meggyilkolását takarja, amit egyik 11 éves osztálytársnője követett el. Az esetre többek között internetes mémekkel, és a büntethetőség alsó korhatárának csökkentéséről való társadalmi vitával reagáltak Japánban.
A gyilkosság 2004. június 1-jén történt, az Okubo Általános Iskolában Szaszebó városában, Nagaszaki prefektúrában. A gyilkos felhasította Mitarai torkát és karjait egy cserélhető pengéjű késsel.
A gyilkos valódi nevét nem fedték fel, mivel fiatalkorú bűnözők esetében ezt a japán jog tiltja. A japán rendőrség „A Lány”-ként utalt rá. A Nagaszaki Körzet Jogi Ügyekért Felelős Hivatala kérte az internethasználókat, hogy ne fedjék fel a fotóit.

## Gyilkosság
2004. június 1-jén a 11 éves iskoláslány az ebédszünet alatt támadta meg a 12 éves osztálytársát, Mitarai Szatomit egy üres tanteremben, a szaszebói Okubo Általános Iskolában. Miután végzett vele, otthagyta Mitarai testét és visszament a saját osztálytermébe, a ruháit vér borította. A lányok tanára, aki észrevette, hogy mindketten eltűntek, megtalálta a testet és értesítette a rendőrséget.
Miután őrizetbe vették, jelentések szerint bevallotta a bűnét, azt hajtogatva a rendőrségnek, hogy sajnálja tettét. A rendőrségen töltötte az éjszakát, gyakran sírt és visszautasította az ételt amit kínáltak neki. Eleinte nem említett okot a gyilkosságra, azonban később bevallotta a rendőröknek, hogy ő és Mitarai veszekedtek az interneten hagyott üzenetek miatt. Állította, hogy Mitarai rágalmazta őt, és a súlyára is megjegyzéseket tett.
2004. szeptember 15-én a Japán Családjogi Bíróság úgy döntött, hogy intézetbe helyezi őt, figyelmen kívül hagyva fiatal korát a bűn súlyosságára való tekintettel. Javítóintézetbe küldték Tocsigi prefektúrába. A Nagaszaki Családjogi Bíróság 2004-ben eredetileg két év kényszergyógykezelésre ítélte a lányt, de 2006 szeptemberében egy pszichológiai vizsgálatot követően az ítéletet még két évvel meghosszabbították. 2008. május 29-én a helyi hatóságok bejelentették, hogy nem kérnek további büntetést "A lány"-ra.
A kommunikációs képességekkel és a rögeszmés érdeklődéssel kapcsolatos problémák miatt "A lány"-t a gyilkosság után Asperger-szindrómával diagnosztizálták.

## Utóhatás
A gyilkosság vitát váltott ki Japánban arról, hogy a büntethetőségi korhatárt, amelyet 2000-ben az 1997-es kobei gyermekgyilkosságok miatt 16-ról 14 évre csökkentettek, újra csökkenteni kell-e. A gyilkost jó beállítottságú gyermeknek tartották az esemény előtt, ami a lakosságot még nyugtalanabbá tette.
A Japán Parlament tagjait, mint például Kícsi Inoue-t és Szadakazu Tanigakit sokat kritizálták a gyilkosság nyomán tett észrevételeik miatt. Inoue-t azért, mert „A Lány”-ra, mint genki (erőteljes, élénk), szóval utalt, Szadakazu Tanigaki-t pedig amiatt, mert a gyilkosság módszerére - a torok felmetszésére - mint "férfias" cselekedetre utalt.
A gyilkos a japán internetes közösségek, például a 2channel mémjévé vált. A „Nevada-tan” nevet kapta, mert egy osztályfotón egy lány, akiről úgy gondolták, hogy a gyilkos az, a Nevada Egyetem, Reno, pulóverét viseli.
Akio Mori ezt az ügyet használta fel a „játék agy” nevű elméletének bizonyítására, amely sok kritikát kapott amiatt, hogy nem több, mint babona. A gyilkosról tudták, hogy rajongója a „Red Room” nevű animációnak, melynek fő témája a halál. Azt is tudták, hogy olvasta a "Battle Royale" című regényt, és látta a filmadaptációját, melynek középpontjában halálig harcoló fiatal diákok állnak.
2005. március 18-án az Okubo Általános Iskolában a ballagáson a diákok kaptak egy albumot egy üres oldallal Mitarai halálának tiszteletére, ahová a Mitarairól készült képeket tehették. Mitarai posztumusz  érettségi bizonyítványt kapott, amit édesapja vett át a lány nevében. A gyilkos is kapott bizonyítványt, mivel Japánban ez követelmény a középiskola elkezdéséhez, és az iskola vezetősége úgy gondolta, hogy ez segíthet neki reintegrálódni a társadalomba.

## Fordítás
- Ez a szócikk részben vagy egészben  a   Sasebo slashing című angol Wikipédia-szócikk ezen változatának fordításán alapul.  Az eredeti cikk szerkesztőit annak laptörténete sorolja fel. Ez a jelzés csupán a megfogalmazás eredetét és a szerzői jogokat jelzi, nem szolgál a cikkben szereplő információk forrásmegjelöléseként.